# Hippopsis meinerti
Hippopsis meinerti es una especie de escarabajo longicornio del género Hippopsis, tribu Agapanthiini, subfamilia Lamiinae. Fue descrita científicamente por Aurivillius en 1900.

## Descripción
Mide 6-10,5 milímetros de longitud.

## Distribución
Se distribuye por Costa Rica, El Salvador, Guayana Francesa, Honduras, México, Nicaragua, Trinidad y Tobago y Venezuela.